# SC Parchim
Der SC Parchim ist ein deutscher Sportverein aus Parchim in Mecklenburg-Vorpommern. Er entstand 2016 durch den Zusammenschluss des Parchimer FC 1992 und des SV Aufbau Parchim 1970. Der etwa 600 Mitglieder starke Sportclub unterhält unter anderem die Abteilungen Fußball, Tischtennis und Leichtathletik. Heimstätten des Vereins sind das 4000 Zuschauer fassende Stadion am See im Norden der Stadt und das Tischtenniszentrum in der Fichtestrasse 30.

## Geschichte

### Parchimer FC 1992

Historisches Logo von Hydraulik Parchim

Vorläufer des Parchimer FC war die 1945 gegründete SG Parchim. Deren Fußballmannschaft belegte zwischen den Jahren 1947 und 1950 in der Staffel Mecklenburg-West der Meisterschaft von Mecklenburg-Vorpommern Plätze zwischen 4 und 7. Während dieser Zeit erfolgten mehrere Umbenennungen, 1949 in VVEAB Parchim, nach einer Fusion und Übernahme durch die Reichsbahn als Trägerbetrieb in BSG Reichsbahn Parchim und ab 1950 in BSG Lokomotive Parchim. Platz 7 1950 reichte nicht für die neu gegründete Bezirksliga Schwerin, sodass Lok Parchim zunächst in der viertklassigen Bezirksklasse antrat. In der Saison 1954/55 gab es bereits ein einjähriges Gastspiel in der Bezirksliga, auch von 1964 bis 1967 waren die Parchimer Eisenbahner drittklassig. In den Jahren 1969 und 1974 gab es bedingt durch Wechsel der Trägerbetriebe erneute Namensänderungen in ORSTA Parchim und später Hydraulik Parchim. In dieser Zeit lief die SG Aufbau/Vorwärts der BSG Lok den Rang als beste Parchimer Fußballmannschaft ab. 1975 schaffte Hydraulik Parchim erneut den Aufstieg in die Bezirksliga. 1978 scheiterten die Blau-Weißen am Aufstieg in die zweitklassige DDR-Liga nur knapp hinter CM Veritas Wittenberge, doch eine Spielzeit später schafften die Parchimer vor Motor Schwerin den Einzug in die DDR-Liga. In der ersten Zweitligasaison mussten die Eldestädter gemeinsam mit Nord Torgelow den Gang zurück in die Bezirksliga antreten.
1981 gelang Parchim der sofortige Wiederaufstieg. Der Neuling konnte dieses Mal die DDR-Liga mit einem neunten Platz halten. In der Saison 1982/83 musste die BSG nach nur einem Saisonsieg gemeinsam mit der BSG KKW Greifswald die zweithöchste Spielklasse wieder verlassen. Durch die Zugehörigkeit zur DDR-Liga qualifizierten sich die Parchimer viermal für den DDR-weiten FDGB-Pokalwettbewerb, schieden aber stets nach der ersten Runde aus. In den Jahren 1985, 1989 und 1990 wurde Hydraulik Parchim jeweils Bezirksmeister, verpasste aber durch das Scheitern in den Aufstiegsrunden die Rückkehr in die DDR-Liga und verblieb so bis zum Ende des DDR-Fußballbetriebes in der Bezirksliga.

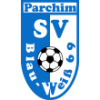
Logo von Blau-Weiß 69 Parchim

Aufgrund der wirtschaftlichen Veränderungen nach der deutschen Wiedervereinigung musste sich die BSG 1990 in den bürgerlichen Verein Blau-Weiß 69 Parchim umwandeln. 1991 gelang die Meisterschaft in der Bezirksliga Schwerin. Nach Siegen gegen die anderen Bezirksmeister Mecklenburg-Vorpommerns, TSG Wismar bzw. TSG Neustrelitz, wurde Parchim Landesmeister. Der daraus folgende Aufstieg in die Oberliga Nordost erwies sich für Parchim als eine Nummer zu groß. Mit nur sechs Punkten musste der Verein gemeinsam mit dem SV Hafen Rostock 61 sowie Preussen Berlin den Abstieg in die Landesliga Mecklenburg-Vorpommern hinnehmen. Ebenfalls in der Saison 1991/92 nahm die Parchimer Mannschaft am DFB-Pokal teil. Dort gewann man in der ersten Runde gegen den Eisenhüttenstädter FC Stahl, der in der Vorsaison noch im Finale des FDGB-Pokals stand. In der zweiten Runde scheiterte man jedoch am SC Viktoria Köln.

Logo des Parchimer FC

1992 spaltete sich die Fußballabteilung des SV Blau-Weiß ab und gründete einen eigenen Verein namens Parchimer FC 1992. Mitte der 1990er Jahre ging der PFC auch finanziell in die Offensive. Für den angestrebten Wiederaufstieg wurden von Hansa Rostock Juri Schlünz und Gernot Alms verpflichtet. Eine erneute Rückkehr in die Oberliga schaffte Parchim im Jahr 1995, in der weitere ehemalige Rostocker – wie Thomas Lässig, Axel Rietentiet und Volker Röhrich – für Parchim aufliefen. Nach drei Spielzeiten stieg der PFC im Jahr 1998 wieder in die Verbandsliga Mecklenburg-Vorpommern ab. Nach zwei weiteren Abstiegen 2004 und 2006 spielte der Parchimer FC in der Landesklasse Staffel V (war bis 2009 Bezirksliga). In der Saison 2010/2011 gelang der Aufstieg in die siebtklassige Landesliga Staffel West. 2014 musste man wieder in die Landesklasse absteigen, in der der PFC bis zur Fusion aktiv war.

### SV Aufbau Parchim 1970
Der SV Aufbau Parchim hatte den 1970 gegründeten Fußballverein BSG Aufbau Parchim als Vorgänger. Die Fußballmannschaften des Vereins konnten jedoch nie überregionale Bedeutung erlangen. 
1973 gründete sich die Abteilung Tischtennis der BSG Aufbau. Dieser Vereinsbereich war sportlich erfolgreicher, die Damenmannschaft schaffte es in den 1980er Jahren bis in die DDTV-Oberliga, der damals höchsten DDR-Liga aufzusteigen. Die Herrenmannschaft erreichte mehrfach die zweithöchste Liga.
Wie die BSG Hydraulik musste sich auch die BSG Aufbau nach der deutschen Wiedervereinigung umwandeln und der SV Aufbau Parchim entstand. 
Im Jahr 2007 wurde die Leichtathletik-Abteilung des Vereins gegründet.

### SC Parchim
Am 1. Juli 2016 schlossen sich die Lokalrivalen Parchimer FC und SV Aufbau Parchim zum SC Parchim zusammen. In den Jahren zuvor näherten sich die beiden Vereine bereits durch die Gründung einer Spielgemeinschaft im Nachwuchsbereich ihrer Fußballabteilungen an.
In der ersten Spielzeit als SC Parchim gelang der Fußball-Männermannschaft mit der Meisterschaft in der Landesklasse Staffel V der sofortige Aufstieg in die Landesliga Staffel West. Seit der Saison 2017/2018 ist der Verein in dieser Liga aktiv.

## Statistik
- Teilnahme DDR-Liga: 1979/80, 1981/82, 1982/83
- Ewige Tabelle der DDR-Liga: Rang 142
- Teilnahme am FDGB-Pokal: 1980, 1981, 1982, 1983
- Teilnahme am NOFV-Pokal: 1990
- Meister Bezirksliga Schwerin: 1990/91
- Teilnahme Oberliga Nordost: 1991/92, 1995/96, 1996/97, 1997/98
- Teilnahme DFB-Pokal: 1991/92

## Personen
- Gernot Alms
- Martin Hoffmann
- Thomas Reif
- Volker Röhrich
- Juri Schlünz